# 加拿大共识政府
在加拿大有两个联邦地区的政府——西北地区和努纳武特地区，采用共识民主制度。
这两个联邦地区的特点是大部分人口为原住民；西北地区以1970年代开始采用共识政府制度，而努纳武特地区自1999年设立以来一直采用共识政府制度。

## 制度特点

采用共识政府制度的西北地区立法会坐席图，可以看到地区政府议员的数量少于非地区政府议员的数量

这两个联邦地区的地区立法会议员由单一选区简单多数制产生，且均为无党籍。每届地区立法会第一次会议从自身成员中进行三轮选举，首先选举议长，接着选举地区行政长官，最后选举地区政府各组成部门主管（各厅厅长）。每轮选举中，候选人需要得到过半数票支持才能当选。

与加拿大其他省和地区采用传统西敏制下的政府首脑不同，共识政府制度下的地区行政长官有以下主要权限：
1. 调整和分配地区政府各组成部门主管（各厅厅长）的管辖范围；
2. 负责地区政府行政会议的议程；
3. 任命和解散地区政府各组成部门副主管（各厅副厅长）。

整体而言，共识政府制度下的政府首脑的权限相比于采用传统西敏制下的政府首脑要小，例如其不能自行解除地区政府各组成部门主管（各厅厅长）的职务。
共识政府制度的另一个特点是强化了地区立法机构对于地区行政机构的监管；在共识政府制度下，地区立法会中担任政府职务议员的数量需要少于不担任政府议员的数量，这意味着地区政府必须时刻维持地区立法会的信任，并且需要争取其他非政府议员的支持以通过各类法案和决议。
共识政府制度下，地区立法机构对于地区行政机构的不信任案相比西敏制来说包括更多适用对象；例如地区立法会不仅可以对于整个地区政府行政会议（内阁）提出不信任案，也可以单独对地区行政长官以及任何一个或多个地区政府各组成部门主管提出不信任案。例如2018年6月14日，努纳武特地区立法会以16票赞成、3票反对、2票弃权的结果通过了对努纳武特地区行政长官保罗·库萨的不信任案，其被免职；同日地区立法会任命地区副行政长官乔·萨维卡塔克为下一任地区行政长官；但其他地区政府行政会议（内阁）成员则未受影响。